# Nuoto ai Giochi della XXXI Olimpiade - 200 metri rana femminili
La gara dei 200 metri rana femminili dei Giochi della XXXI Olimpiade si è svolta il 10 e l'11 agosto 2016.

## Record
Prima della competizione, i record olimpici e mondiali erano i seguenti:
| Record mondiale | '2'19"11 | Rikke Møller Pedersen Danimarca | 1 agosto 2013 Barcellona, Spagna  |
| Record olimpico | 2'19"59  | Rebecca Soni Stati Uniti        | 2 agosto 2012 Londra, Regno Unito |

## Risultati

### Batterie
| Posizione | Batteria | Corsia | Nome                      | Nazionalità   | Tempo   | Note |
| --------- | -------- | ------ | ------------------------- | ------------- | ------- | ---- |
| 1         | 2        | 5      | Rikke Møller Pedersen     | Danimarca     | 2:22.72 | Q    |
| 2         | 3        | 4      | Rie Kanetō                | Giappone      | 2:22.86 | Q    |
| 3         | 3        | 5      | Taylor McKeown            | Australia     | 2:23.00 | Q    |
| 4         | 3        | 3      | Chloe Tutton              | Regno Unito   | 2:23.34 | Q    |
| 5         | 2        | 6      | Molly Renshaw             | Regno Unito   | 2:23.37 | Q    |
| 6         | 4        | 6      | Kierra Smith              | Canada        | 2:23.69 | Q    |
| 7         | 4        | 4      | Viktoriya Zeynep Güneş    | Turchia       | 2:23.83 | Q    |
| 8         | 4        | 5      | Julija Efimova            | Russia        | 2:23.90 | Q    |
| 9         | 4        | 3      | Shi Jinglin               | Cina          | 2:24.33 | Q    |
| 10        | 3        | 6      | Hrafnhildur Lúthersdóttir | Islanda       | 2:24.43 | Q    |
| 11        | 2        | 3      | Jessica Vall              | Spagna        | 2:24.55 | Q    |
| 12        | 4        | 7      | Molly Hannis              | Stati Uniti   | 2:24.74 | Q    |
| 13        | 2        | 4      | Kanako Watanabe           | Giappone      | 2:24.77 | Q    |
| 14        | 4        | 1      | Jenna Laukkanen           | Finlandia     | 2:25.52 | Q    |
| 15        | 2        | 2      | Lilly King                | Stati Uniti   | 2:25.89 | Q    |
| 16        | 2        | 7      | Sofiya Andreeva           | Russia        | 2:26.58 | Q    |
| 17        | 4        | 2      | Fanny Lecluyse            | Belgio        | 2:27.16 |      |
| 18        | 3        | 1      | Martina Moravčíková       | Rep. Ceca     | 2:27.51 |      |
| 19        | 3        | 8      | Dalma Sebestyén           | Ungheria      | 2:27.94 |      |
| 20        | 2        | 8      | Anna Sztankovics          | Ungheria      | 2:27.97 |      |
| 21        | 1        | 4      | Julia Sebastián           | Argentina     | 2:27.98 |      |
| 22        | 3        | 2      | Georgia Bohl              | Australia     | 2:28.24 |      |
| 23        | 3        | 7      | Martha McCabe             | Canada        | 2:28.62 |      |
| 24        | 4        | 8      | Yu Jingyao                | Cina          | 2:28.65 |      |
| 25        | 1        | 3      | Fiona Doyle               | Irlanda       | 2:29.76 |      |
| 26        | 1        | 2      | Sophie Hansson            | Svezia        | 2:30.59 |      |
| 27        | 1        | 7      | Aļona Ribakova            | Lettonia      | 2:30.82 |      |
| 28        | 1        | 6      | Amit Ivry                 | Israele       | 2:31.49 |      |
| 29        | 2        | 1      | Back Su-yeon              | Corea del Sud | 2:32.79 |      |
|           | 1        | 5      | Yvette Kong               | Hong Kong     | DNS     |      |

### Semifinali
| Posizione | Semifinale | Corsia | Nome                      | Nazionalità | Tempo   | Note |
| --------- | ---------- | ------ | ------------------------- | ----------- | ------- | ---- |
| 1         | 2          | 5      | Taylor McKeown            | Australia   | 2:21.69 | Q    |
| 2         | 1          | 4      | Rie Kanetō                | Giappone    | 2:22.11 | Q    |
| 3         | 2          | 3      | Molly Renshaw             | Regno Unito | 2:22.33 | Q    |
| 4         | 2          | 2      | Shi Jinglin               | Cina        | 2:22.37 | Q    |
| 5         | 2          | 4      | Rikke Møller Pedersen     | Danimarca   | 2:22.45 | Q    |
| 6         | 1          | 6      | Julija Efimova            | Russia      | 2:22.52 | Q    |
| 7         | 1          | 5      | Chloe Tutton              | Regno Unito | 2:22.71 | Q    |
| 8         | 1          | 3      | Kierra Smith              | Canada      | 2:22.87 | Q    |
| 9         | 2          | 6      | Viktoriya Zeynep Güneş    | Turchia     | 2:23.49 |      |
| 10        | 2          | 7      | Jessica Vall              | Spagna      | 2:24.22 |      |
| 11        | 1          | 2      | Hrafnhildur Lúthersdóttir | Islanda     | 2:24.41 |      |
| 12        | 2          | 8      | Lilly King                | Stati Uniti | 2:24.59 |      |
| 13        | 2          | 1      | Kanako Watanabe           | Giappone    | 2:25.10 |      |
| 14        | 1          | 1      | Jenna Laukkanen           | Finlandia   | 2:25.14 |      |
| 15        | 1          | 8      | Sofiya Andreeva           | Russia      | 2:25.90 |      |
| 16        | 1          | 7      | Molly Hannis              | Stati Uniti | 2:26.80 |      |

### Finale
| Posizione | Corsia | Nome                  | Nazionalità | Tempo   | Note |
| --------- | ------ | --------------------- | ----------- | ------- | ---- |
| Oro       | 5      | Rie Kanetō            | Giappone    | 2:20.30 |      |
| Argento   | 7      | Julija Efimova        | Russia      | 2:21.97 |      |
| Bronzo    | 6      | Shi Jinglin           | Cina        | 2:22.28 |      |
| 4         | 1      | Chloe Tutton          | Regno Unito | 2:22.34 |      |
| 5         | 4      | Taylor McKeown        | Australia   | 2:22.43 |      |
| 6         | 3      | Molly Renshaw         | Regno Unito | 2:22.72 |      |
| 7         | 8      | Kierra Smith          | Canada      | 2:23.19 |      |
| 8         | 2      | Rikke Møller Pedersen | Danimarca   | 2:23.74 |      |